# 유령해파리
유령해파리는 기구해파리목 유령해파리과의 품종이다.

## 특징
몸의 색깔은 흰편이며, 우산의 중앙 내부에는 가로-세로상의 근육이 매우 발달되어 있다. 우산의 직경이 약 50cm에 이르며, 대형종에 속한다. 촉수는 비교적 짧은 편이어서 우산 직경의 2배 정도에 불과하다.